# Massacre de Švenčionėliai
Le massacre de Švenčionėliai est un assassinat de masse contre des Juifs lituaniens, pendant la Shoah, du 8 au 10 octobre 1941 sur le site d'un ancien terrain d'entraînement militaire soviétique dans la forêt de Žeimena (en), à environ 1,5 kilomètre de Švenčionėliai ; la Lituanie, occupée par le Troisième Reich, s'appelait alors Generalbezirk Litauen (en) au sein du Reichskommissariat Ostland.

## Déroulement du massacre
Les victimes venaient de Švenčionys (estimation : 2 000), de Švenčionėliai ainsi que de toutes les autres localités de la région : Ignalina (environ 400 à 700 personnes), Daugėliškis (lt) (environ 40 à 50 personnes), Kaltanėnai (environ 80), Linkmenys, Pabradė, Adutiškis et Stajėtiškis (lt) (environ 200), Saldutiškis et Labanoras (environ 50 à 60), Mielagėnai (en) (12 familles), Salamianka (be) (2 familles, soit environ 30 à 40 personnes), Ceikiniai (en) et ailleurs ; toute la population juive de la région est massacrée. D'après les archives allemandes, 3 726 Juifs sont assassinés le 9 octobre. La quantité totale de Juifs assassinés est estimée à 7 000 à 8 000 victimes. Les auteurs du massacres sont les autorités du Troisième Reich, des officiers de la police du comté de Švenčionys et des Hilfspolizei locaux,,.
En 1961, un monument en mémoire des victimes est érigé sur le lieu du massacre ; il est reconstruit en 1993. Le site est sous protection de l'État en tant que monument culturel d'intérêt historique.